# Félix Arsène Billard
Paul Félix Arsène Billard, né à Saint-Valery-en-Caux, en Seine-Inférieure le 23 octobre 1829, est un évêque catholique français, évêque de Carcassonne de 1881 à sa mort le 3 décembre 1901.

## Biographie
Le 4 octobre 1853 il fut ordonné prêtre. Il devint tout d’abord vicaire à Saint Rémy de Dieppe, puis à Saint Patrice de Rouen et enfin à la cathédrale de Rouen.
Il prit sa première fonction de curé en 1869 à Caudebec-lès-Elbeuf. Puis il fut chanoine titulaire et vicaire général du Cardinal de Bonnechose.
Il fut nommé évêque de Carcassonne le 17 février 1881. Il succéda à Leuillieux.
Évêque de Carcassonne, Paul-Félix Arsène Billard nomma l'abbé Saunière professeur au séminaire de Narbonne et aurait été son protecteur.
Il se rendit à Rennes-le-Château à deux reprises : tout d'abord en visite épiscopale le 1er juillet 1889, puis le 6 juin 1897, lors de l'inauguration de l'église restaurée.
Félix Arsène Billard entreprit un voyage à Rome en 1891 tout en quittant son poste sans autorisation. Il fut sanctionné par le garde des Sceaux de l'époque, Armand Fallières. 
En effet une retenue de 500 francs sur le dernier trimestre de cette même année, correspondant aux traitements et salaires de l'évêque de Carcassonne fut mise en œuvre par le ministre des cultes.
Sur le porche de l’église de Rennes-le-Château l’abbé Saunière fit placer ses armoiries, et sa devise « IN VERBO TUO LAXABO RETE ».
Félix Arsène Billard a la particularité d'avoir la même devise que Jean Verdier, archevêque de Paris de 1929 à sa mort et cardinal.
Il est inhumé dans la cathédrale Saint-Michel de Carcassonne.

## Personnalités liées
- Henri-Marie-Gaston Boisnormand de Bonnechose[7].

## Dans la culture populaire
Félix Arsène Billard et le mythe de Rennes-le-Château ont inspiré une illustration de sa personne :

### Cinéma et télévision
Fernand Kindt, Monseigneur Billard, L'Or du diable, série télévisée en six épisodes, d'après le roman éponyme de Jean-Michel Thibaux, (1989) avec Jean-François Balmer,